# 池田眞也
池田 眞也（池田真也：いけだ しんや、1969年 - ）は、日本の脚本家、映画監督。

## 来歴・人物
愛知県稲沢市出身。愛知県立旭丘高等学校、大東文化大学文学部英米文学科卒業。大学在学中は、同大学の映画研究会（24期）に在籍していた。卒業後は松竹大船撮影所内にあった鎌倉映画塾を経て、松竹系列の株式会社衛星劇場に入社。同社で番組の編成などに携わるが、脚本を書きたいとの思いから6年後に退職し、独立する。
独立以後、井上ひさしの戯曲「父と暮せば」の映画版などの脚本を執筆。2010年から神奈川県鎌倉市において「子ども映画撮影会」を主催。2014年春、初商業監督作品『二人の女勝負師』が全国公開された。
2014年kindleに小説『会社をやめて、ハワイでサーフィン三昧』を発表、Amazonの「サーフィン」に関する本の売り上げTop 10」において第5位にランクインした。2015年『シブ柿はどんな味がするのか？』を発表。

## 作品一覧
映画
- 『父と暮せば』脚本
- 『二人の女勝負師』脚本・監督

小説
- 『会社をやめて、ハワイでサーフィン三昧』(kindle、鎌倉湖畔棒銀堂)
- 『シブ柿はどんな味がするのか？』(鎌倉湖畔棒銀堂)

音楽
- 『鎌倉映画塾』劇場用CM
- 『ホラーの鬼才・井月鈴人の　世にも奇妙なものがたり』挿入曲
- 『中国・日本 わたしの国』劇場用CM挿入曲
- 『二人の女勝負師』音楽